# Lillo Scrimali
Lillo Scrimali (Calogero Scrimali; * 12. Juli 1973 in Stuttgart) ist ein deutscher Pianist und Arrangeur.
Scrimali ist Live-Keyboarder der Band Die Fantastischen Vier auf mehreren Tourneen und verwendet dabei hauptsächlich Roland Workstations. Auch mit Max Herre tritt er live auf und war Gastmusiker auf mehreren Platten. Für andere bekannte Künstler war Scrimali als Keyboarder, Arrangeur oder Produzent tätig. Auf Joy Denalanes Alben Mamani und Born & Raised ist er als Keyboarder zu hören, für Tom Gaebel produzierte er das Album Don’t Wanna Dance.
Einem breiten Publikum wurde Scrimali ab 2006 durch die Mitarbeit als Musical Director bei der Gesangs-Castingshow Deutschland sucht den Superstar bekannt.
Im Jahr 2010 ersetzte Scrimali mit seinem Orchester die Pepe Lienhard Band bei der Fernsehshow Let’s Dance.
Lillo Scrimali und Band sind seit 2011 die Liveband zur Begleitung der Kandidaten bei der Gesangs-Castingshow The Voice of Germany.
Lillo Scrimali lebt in Köln.

## Diskografie (Auswahl)
- 2001: Reflektor Falke – Lektionen in Demut (Thomas D.); Piano, Keyboard
- 2002: Mamani (Joy Denalane); Keyboard
- 2006: Born & Raised (Joy Denalane); Keyboard
- 2007: Fornika (Die Fantastischen Vier); Keyboard
- 2008: Don’t Wanna Dance (Tom Gaebel); Produzent
- 2009: Session (Laith Al-Deen); Keyboard
- 2015: MTV Unplugged: Unter Dampf – Ohne Strom (Unheilig; Arrangement, Musikproduzent)

## Filmografie
- 2016: Unsere Zeit ist jetzt

## Werke
- Lillo Scrimali: Latin-Salsa-Piano: Bandpraxis Keyboard. Leu-Verlag, Neusäß 2002.